# Episodi di Homicide Hills - Un commissario in campagna (prima stagione)
La prima stagione di Homicide Hills - Un Commissario in Campagna è stata trasmessa sul canale tedesco Das Erste dal 7 gennaio 2008 al 24 agosto 2010.
In Italia è andata in onda dal 16 giugno 2012 al 1º settembre 2012 su Rai 1, che ha saltato l'episodio 12 (recuperato, poi, il mattino del 3 ottobre 2016 su Rai 2) e ha trasmesso con diversi tagli l'episodio 4.
Nella Svizzera italiana la serie è andata in onda dal 31 gennaio 2014 al 18 febbraio 2014 su RSI La1, che ha trasmesso l'episodio 12 in prima visione assoluta in lingua italiana il 17 febbraio 2014 e l'episodio 4 in versione integrale senza tagli il 5 febbraio 2014.
| n° | Titolo originale       | Titolo italiano          | Prima TV originale | Prima TV in italiano |
| -- | ---------------------- | ------------------------ | ------------------ | -------------------- |
| 1  | Ausgerechnet Eifel     | La quiete in campagna    | 7 gennaio 2008     | 16 giugno 2012       |
| 2  | Vatertag               | La festa del papà        | 14 gennaio 2008    | 23 giugno 2012       |
| 3  | Fingerübungen          | Uno strano rapimento     | 21 gennaio 2008    | 30 giugno 2012       |
| 4  | Marienfeuer            | L'apparizione            | 28 gennaio 2008    | 7 luglio 2012        |
| 5  | Waldeslust             | Braccato                 | 11 febbraio 2008   | 14 luglio 2012       |
| 6  | Tödliche Nachbarschaft | Vicini scomodi           | 18 febbraio 2008   | 21 luglio 2012       |
| 7  | Blutende Herzen        | La setta                 | 6 luglio 2010      | 28 luglio 2012       |
| 8  | Sonne, Mord und Sterne | Mistero all'osservatorio | 13 luglio 2010     | 4 agosto 2012        |
| 9  | Spätlese               | Il vino di Kennedy       | 20 luglio 2010     | 11 agosto 2012       |
| 10 | Walzing Mathilde       | Pregiudizi               | 3 agosto 2010      | 18 agosto 2012       |
| 11 | Tödlicher Lehrstoff    | Omicidio al collegio     | 10 agosto 2010     | 25 agosto 2012       |
| 12 | Mikado                 | Equivoci mortali         | 17 agosto 2010     | 17 febbraio 2014     |
| 13 | Nach sechs im Zoo      | Una giornata allo zoo    | 24 agosto 2010     | 1º settembre 2012    |